# 建國里 (臺中市太平區)
建國里，是臺灣臺中市太平區所轄的里。面積0.5397平方公里、3132人。與成功里、福隆里、興隆里、平安里、中平里相臨。

## 里名由來
以民國60年代於中平村和東平村毗連處之頭汴坑溪西側氾濫原成立的「建國新村」命名。

## 歷史沿革
建國里民國60年代於中平村和東平村毗連處之頭汴坑溪西側氾濫原成立「建國新村」；民國69年（1980年）9月，因應此人口聚集的趨勢，劃中平村東北角和東平村東南角，另設一「建國村」；民國85年（1996年）8月1日，隨太平鄉升格為縣轄市太平市，建國村改制為建國里。民國94年（2005年）8月，行政區再次調整，建國里劃出里境東北半部歸建興里管轄，範圍就此底定至今。

### 書籍
- 國立臺灣師範大學地理學系，《臺灣地名辭書》卷十二《臺中縣》第二冊，國史館臺灣文獻館。ISBN 9789860105742

## 外部連結
- 臺中市太平區公所 （页面存档备份，存于）